# 蕎麥冰淇淋
蕎麥冰淇淋一般是指在常見的香草冰淇淋或是牛奶冰淇淋中，混入蕎麥粉或者是煮熟的蕎麥，以增加冰淇淋的風味製成的冰淇淋口味。

## 內部链接
- 冰淇淋
- 蕎麥